# 费尔莫主教座堂
费尔莫圣母升天都主教座堂（義大利語：Cattedrale metropolitana di Santa Maria Assunta in Cielo）是天主教费尔莫总教区的主教座堂，位于意大利馬爾凱大区费尔莫。
该堂始建于1227年，18世纪建成。建筑风格为哥特式和新古典主义。